# Konténerszállító hajó

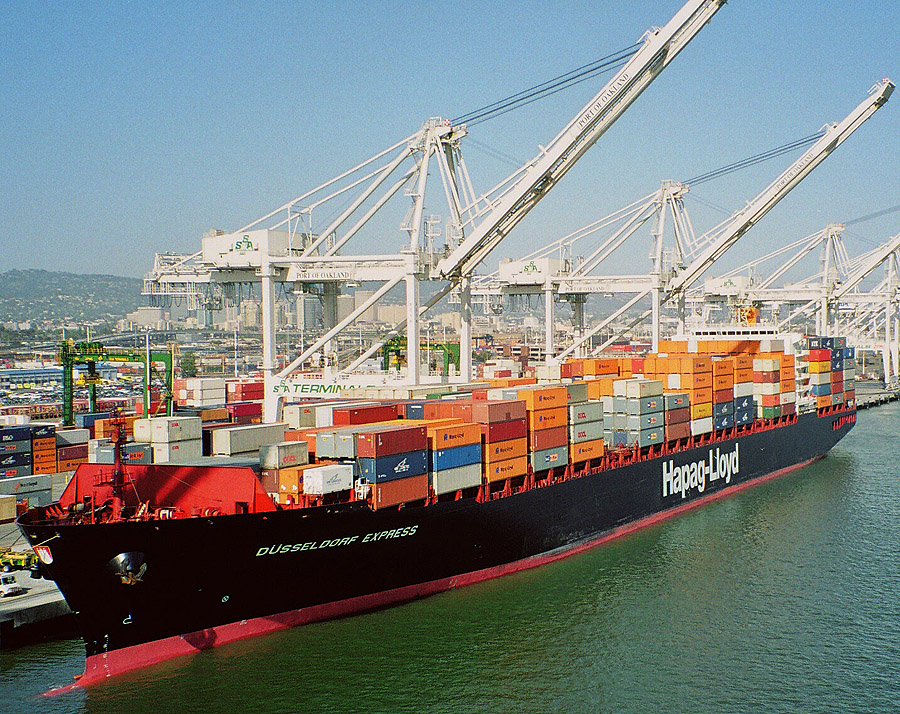
Egy konténerszállító hajó

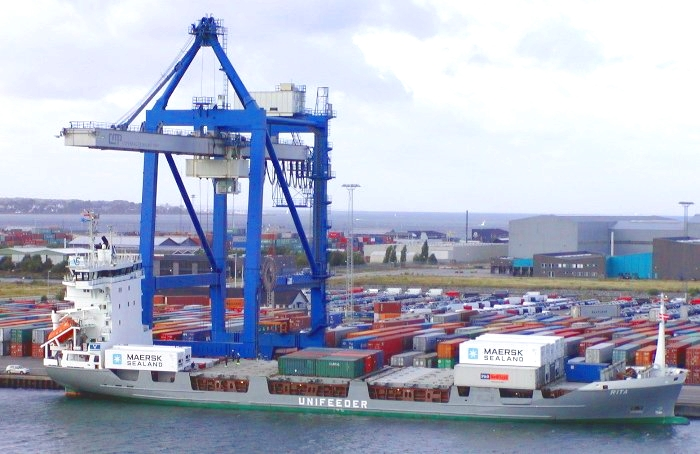
Konténerhajó rakodása

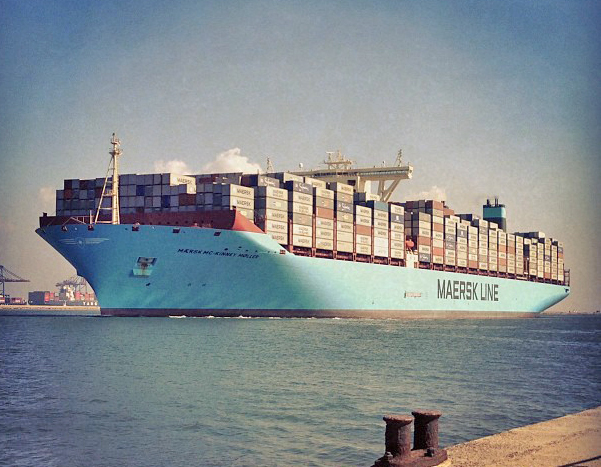
A Mærsk egyik hajója

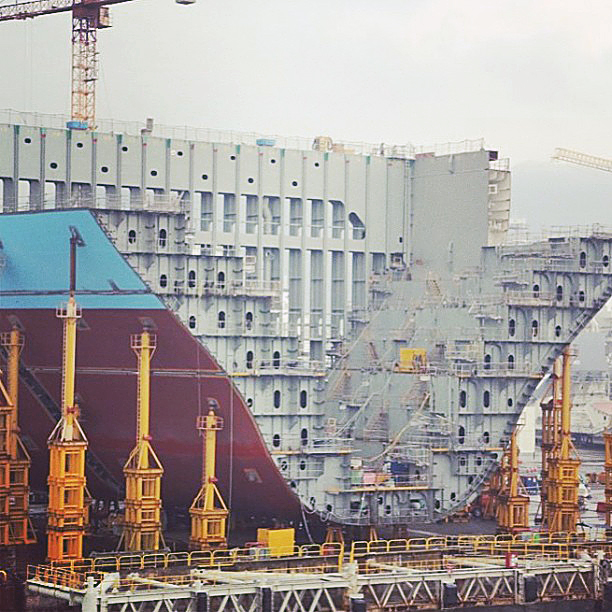
Konténerszállító hajó építése

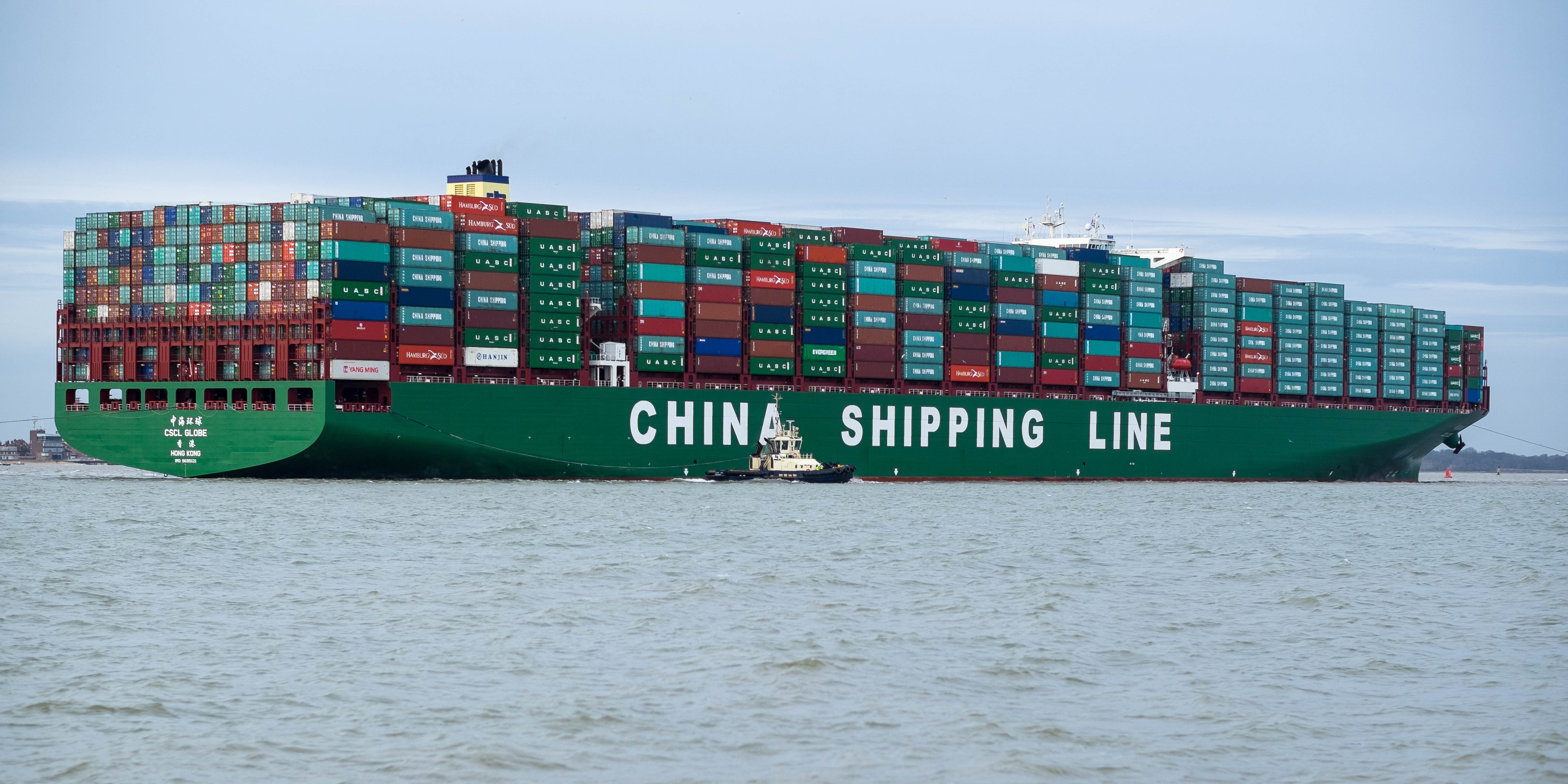
A CSCL Globe konténerhajó

A konténerszállító hajó ki- és berakodása ötször-hatszor gyorsabb, mint a hagyományos teherszállítóké. Az így továbbított áruk biztonságosabban, sérülés nélkül jutnak célba. 1925-ben, Nagy-Britanniában került sor először a tengeri konténeres szállítás alkalmazására.

## LASH típusú hajók
1969-ben az Acadia Forest-tel új típus jelent meg a tengereken. A LASH (Lighter Aboard Ship) rendszer hasonló a konténerszállításhoz, csak itt az anyahajó szekrényes formájú uszályokat szállít, amelyeket a berakodás előtt és a kirakodás után vontatók továbbítanak.

## Ro-Ro hajók
A Roll-on/Roll-off (kb. „begurul / kigurul”) rendszer lényege, hogy a hajó nem konténereket szállít, hanem átrakodás nélkül közvetlenül továbbítja a kerekes áruszállító járműveket (általában kamionokat).
Napjaink egyik, ha nem a leggyorsabb Ro–Ro teherhajói az Algol osztályú katonai szállítóhajók.

### Hajózási műveletek
- Master's handbook on ship's business. Cambridge, Md: Cornell Maritime Press (2001). ISBN 0-87033-531-6
- Conrad, Edward E..szerk.: Hayler, William: 12. Containership Operations, Merchant Marine Officers' Handbook: based on the original edition by Edward A. Turpin and William A. MacEwen, 5th, Cambridge, Md: Cornell Maritime Press (1989). ISBN 0-87033-379-8
- Huber, Mark. Tanker operations: a handbook for the person-in-charge (PIC). Cambridge, MD: Cornell Maritime Press (2001). ISBN 0-87033-528-6
- Cudahy, Brian J.. Box boats: how container ships changed the world. New York: Fordham University Press (2006). ISBN 0-8232-2568-2
- Hayler, William B.. American Merchant Seaman's Manual. Cornell Maritime Pr (2003). ISBN 0-87033-549-9
- Peck and Hale: Container Stowage and Securing Systems. Peck & Hale, 2000. [2011. július 15-i dátummal az eredetiből archiválva]. (Hozzáférés: 2011. március 1.)
- Marine Cargo Operations: a guide to stowage. Cambridge, Md: Cornell Maritime Press (2004). ISBN 0-87033-550-2

### Hajókategóriák
- Autoridad del Canal de Panamá. MR Notice to Shipping Number N-1-2005. [archivált változat], Notices to Shipping. Balboa-Ancon: Autoridad del Canal de Panamá, 11–12. o. (2005). Hozzáférés ideje: 2008. április 1. [archiválás ideje: 2011. június 11.]
- Autoridad del Canal de Panamá. Proposal for the Expansion of the Panama Canal: Third Set of Locks Project [archivált változat], Notices to Shipping. Balboa-Ancon: Autoridad del Canal de Panamá (2006). Hozzáférés ideje: 2011. március 6. [archiválás ideje: 2011. július 21.] Archiválva 2011. július 21-i dátummal a Wayback Machine-ben
- Autoridad del Canal de Panamá. Dimensions for Future Lock Chambers and "New Panamax" Vessels [archivált változat], Notices to Shipping. Balboa-Ancon: Autoridad del Canal de Panamá (2009). Hozzáférés ideje: 2011. március 6. [archiválás ideje: 2009. május 6.]
- MAN Diesel: Propulsion Trends in Container Vessels. MAN Diesel, 2009. [2012. május 7-i dátummal az eredetiből archiválva]. (Hozzáférés: 2011. december 29.)

### Statisztikák
- Maritime Trade & Transportation [archivált változat] (PDF), Washington, D.C.: United States Department of Transportation, Research and Innovative Technology Administration (2008). Hozzáférés ideje: 2011. március 2. [archiválás ideje: 2009. május 10.] Archiválva 2009. május 10-i dátummal a Wayback Machine-ben
- Central Intelligence Agency. CIA World Factbook 2009 [archivált változat]. Skyhorse Publishing (2009). ISBN 1-60239-080-0. Hozzáférés ideje: 2011. február 21. [archiválás ideje: 2017. november 7.]
- Economic and Social Commission for Asia and the Pacific. Review of Developments in Transport in Asia and the Pacific 2007: Data and Trends (Economic and Social Commission for Asia and the Pacific). New York: United Nations, 144–146. o. (2009). ISBN 92-1-120534-4. Hozzáférés ideje: 2011. március 5.[halott link]
- United Nations Conference on Trade and Development (UNCTAD). Review of Maritime Transport, 2010 (PDF), New York and Geneva: United Nations (2010). ISBN 978-92-1-112810-9[halott link]
- United Nations Conference on Trade and Development (UNCTAD). Review of Maritime Transport, 2012 (PDF), New York and Geneva: United Nations (2012). ISBN 978-92-1-112860-4

### Története
- Bohlman, Michael T. (2001. szeptember 1.). „ISO's container standards are nothing but good news”. ISO Bulletin, Geneva, 12–15.. o, Kiadó: International Organization for Standardization. [2008. április 9-i dátummal az eredetiből archiválva].
- The New Scientist (1958. május 22.). „News and Comments”. New Scientist, London 4 (79), 10. o, Kiadó: International Publishing Corporation.[halott link].
- Cudahy, Brian J. (2006. szeptember 1.). „The Containership Revolution: Malcom McLean's 1956 Innovation Goes Global”. TR News, Washington, D.C. 246, 5–9. o, Kiadó: Transportation Research Board of the National Academies. (Hozzáférés: 2011. március 1.).
- Horizon Lines: History of Sea-Land, CSX Lines, and Horizon Lines Timeline (1956–Present). Horizon Lines web site. [2010. december 27-i dátummal az eredetiből archiválva]. (Hozzáférés: 2011. február 24.)
- More Troubled Waters: Fishing, Pollution, and FOCs. Johannesburg: 2002 World Summit on Sustainable Development (2002). Hozzáférés ideje: 2010. június 12.[halott link]
- Jankowski, William M. (2003), Maritime Shipping Container Security and the Defense Transportation System: Problems and Policy in the 21st Century, Naval Postgraduate School, <https://web.archive.org/web/20110629001053/http://www.dtic.mil/cgi-bin/GetTRDoc?AD=ADA417484>. Hozzáférés ideje: 2011-02-23
- Levinson, Marc. The Box: How the Shipping Container Made the World Smaller and the World Economy Bigger. Princeton, N.J: Princeton University Press (2006). ISBN 0-691-12324-1
- Encyclopedia of Marine Science. Infobase Publishing, 121–122. o. (2008. november 1.). ISBN 978-0-8160-5022-2. Hozzáférés ideje: 2011. március 8.
- Roland, Alex. The way of the ship: America's maritime history reenvisioned. Hobokken, New Jersey: John Wiley and Sons (2008). ISBN 978-0-470-13600-3
- „The container industry: The world in a box”, The Economist, 2006. március 16. (Hozzáférés: 2011. február 22.)

### Biztonság és védelem
- Michael McNicholas. Maritime security: an introduction. Boston, MA: Butterworth Heinemann (2008). ISBN 0-12-370859-1. Hozzáférés ideje: 2011. március 5.